# Chrudimská tabule
Chrudimská tabule je geomorfologický podcelek v západní části Svitavské pahorkatiny, ležící v okresech Chrudim, Pardubice a Ústí nad Orlicí v Pardubickém kraji.

## Poloha a sídla

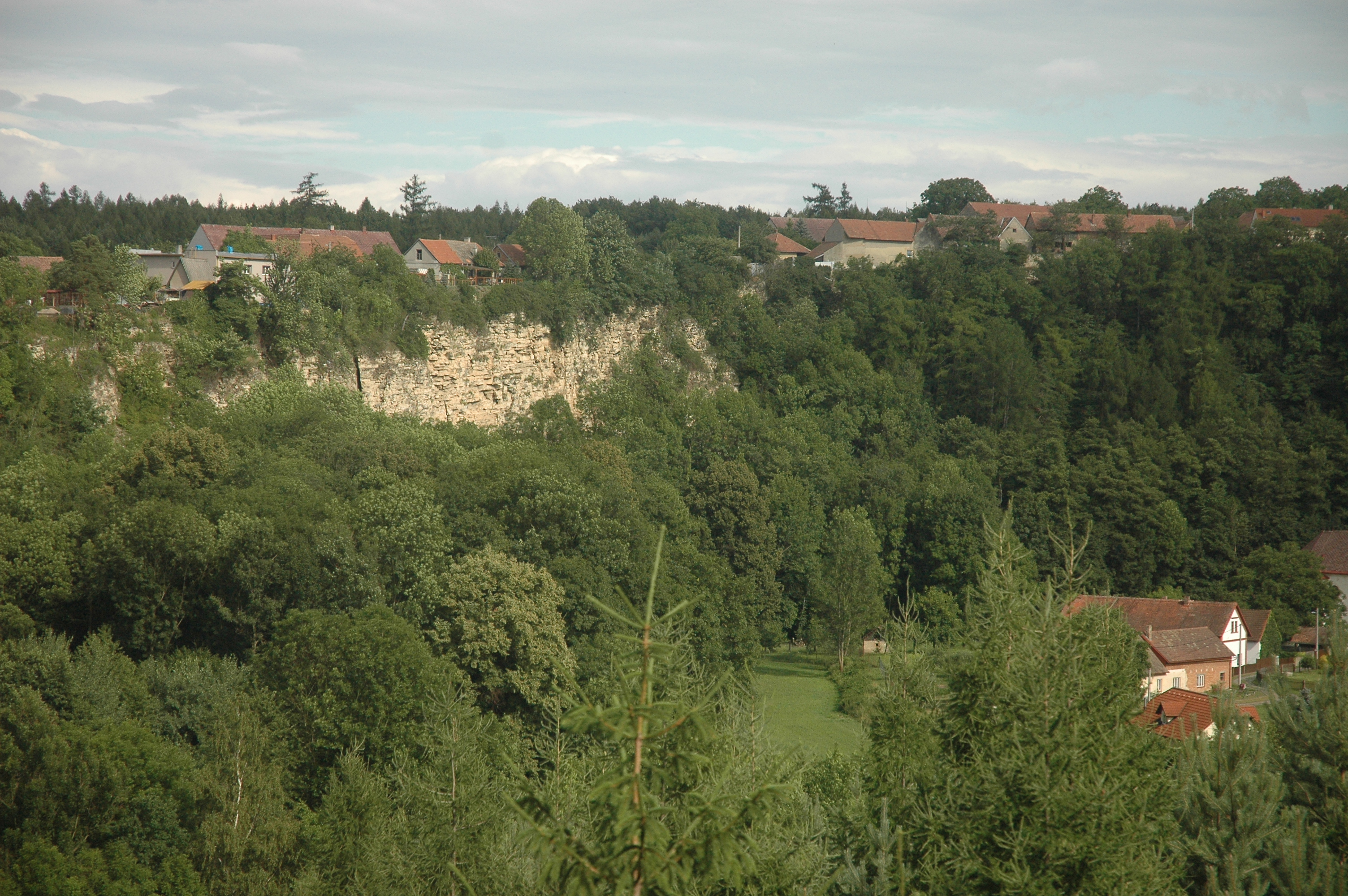
Přírodní památka Podskala

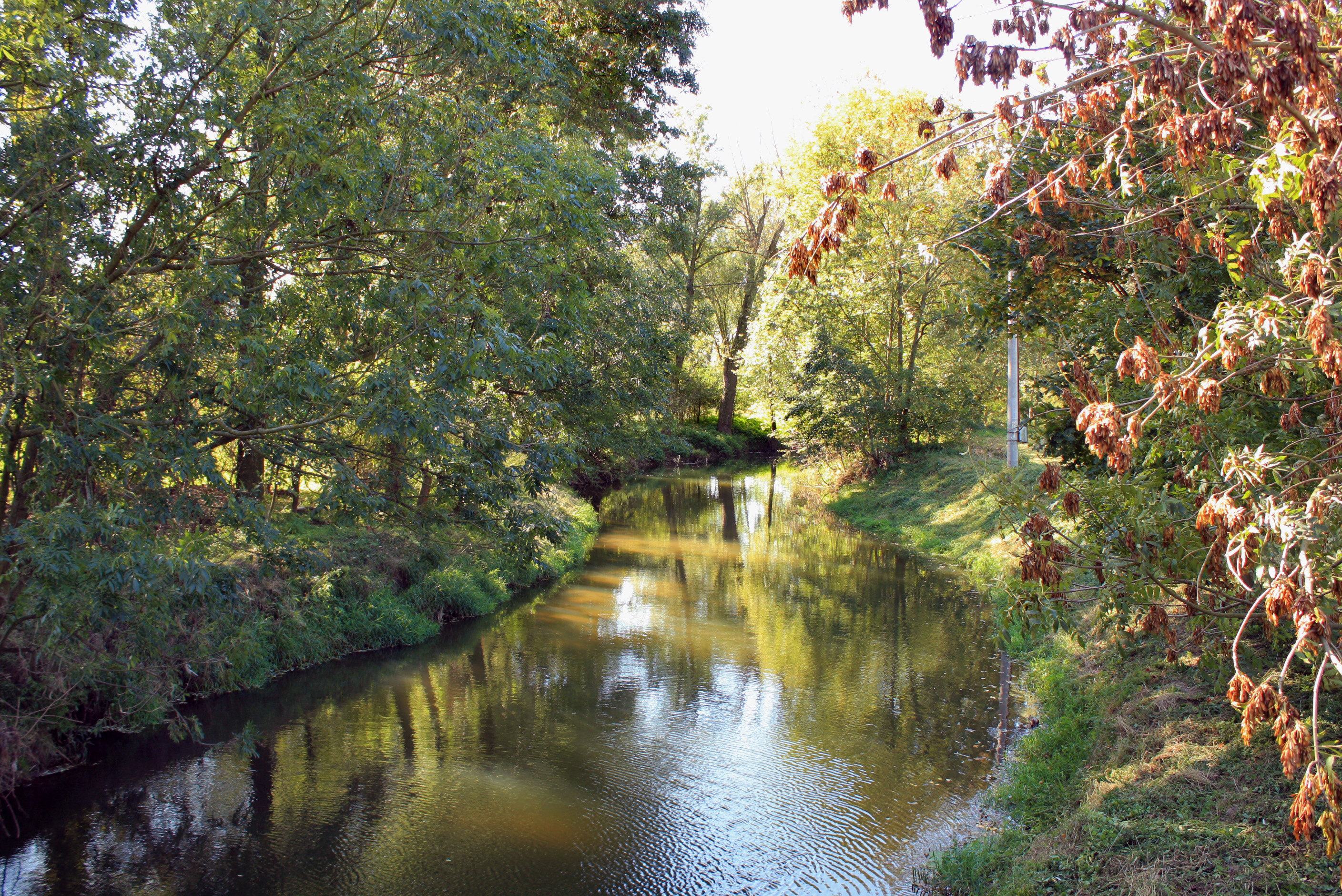
Novohradka u Dvakačovic

Území podcelku se rozkládá zhruba mezi sídly Chvaletice (na západě), Pardubice a Slepotice (na severu), Stradouň (na severovýchodě), Luže (na východě), Skuteč, Morašice a Lipoltice (na jihu). Uvnitř podcelku leží okresní město Chrudim, další města Přelouč, Hrochův Týnec, Chrast, částečně město Heřmanův Městec.

## Geomorfologické členění
Podcelek Chrudimská tabule (dle značení Jaromíra Demka VIC–3C) geomorfologicky náleží do celku Svitavská pahorkatina. Dále se člení na tři okrsky: Štěpánovská stupňovina (VIC–3C–1) na jihovýchodě, Hrochotýnecká tabule (VIC–3C–2) na východě a Heřmanoměstecká tabule (VIC–3C–3) v západní části.
Tabule sousedí s dalším podcelkem Svitavské pahorkatiny, Loučenskou tabulí na východě, a s celky Východolabská tabule na severu a Železné hory na jihu a západě.
Kompletní geomorfologické členění celé Svitavské pahorkatiny uvádí následující tabulka:
| Geomorfologické členění Svitavské pahorkatiny                          | Geomorfologické členění Svitavské pahorkatiny | Geomorfologické členění Svitavské pahorkatiny |
| ---------------------------------------------------------------------- | --------------------------------------------- | --------------------------------------------- |
| ČESKÁ VYSOČINA • Česká tabule • Východočeská tabule                    |                                               |                                               |
| ČESKOTŘEBOVSKÁ VRCHOVINA                                               | Hřebečovský hřbet                             | Roh (661 m)                                   |
| ČESKOTŘEBOVSKÁ VRCHOVINA                                               | Ústecká brázda                                | Rohles (541 m)                                |
| ČESKOTŘEBOVSKÁ VRCHOVINA                                               | Kozlovský hřbet                               | Baldský vrch (693 m)                          |
| LOUČENSKÁ TABULE                                                       | Vraclavský hřbet                              | Na Chlumku (495 m)                            |
| LOUČENSKÁ TABULE                                                       | Novohradská stupňovina                        |                                               |
| LOUČENSKÁ TABULE                                                       | Poličská tabule                               | Modřecký vrch (657 m)                         |
| LOUČENSKÁ TABULE                                                       | Litomyšlský úval                              |                                               |
| CHRUDIMSKÁ TABULE                                                      | Štěpánovská stupňovina                        | Heráně (454 m)                                |
| CHRUDIMSKÁ TABULE                                                      | Hrochotýnecká tabule                          |                                               |
| CHRUDIMSKÁ TABULE                                                      | Heřmanoměstecká tabule                        |                                               |
| PROVINCIE • Subprovincie • Oblast / Celek / PODCELEK • Okrsek • Vrchol |                                               |                                               |

## Významné vrcholy

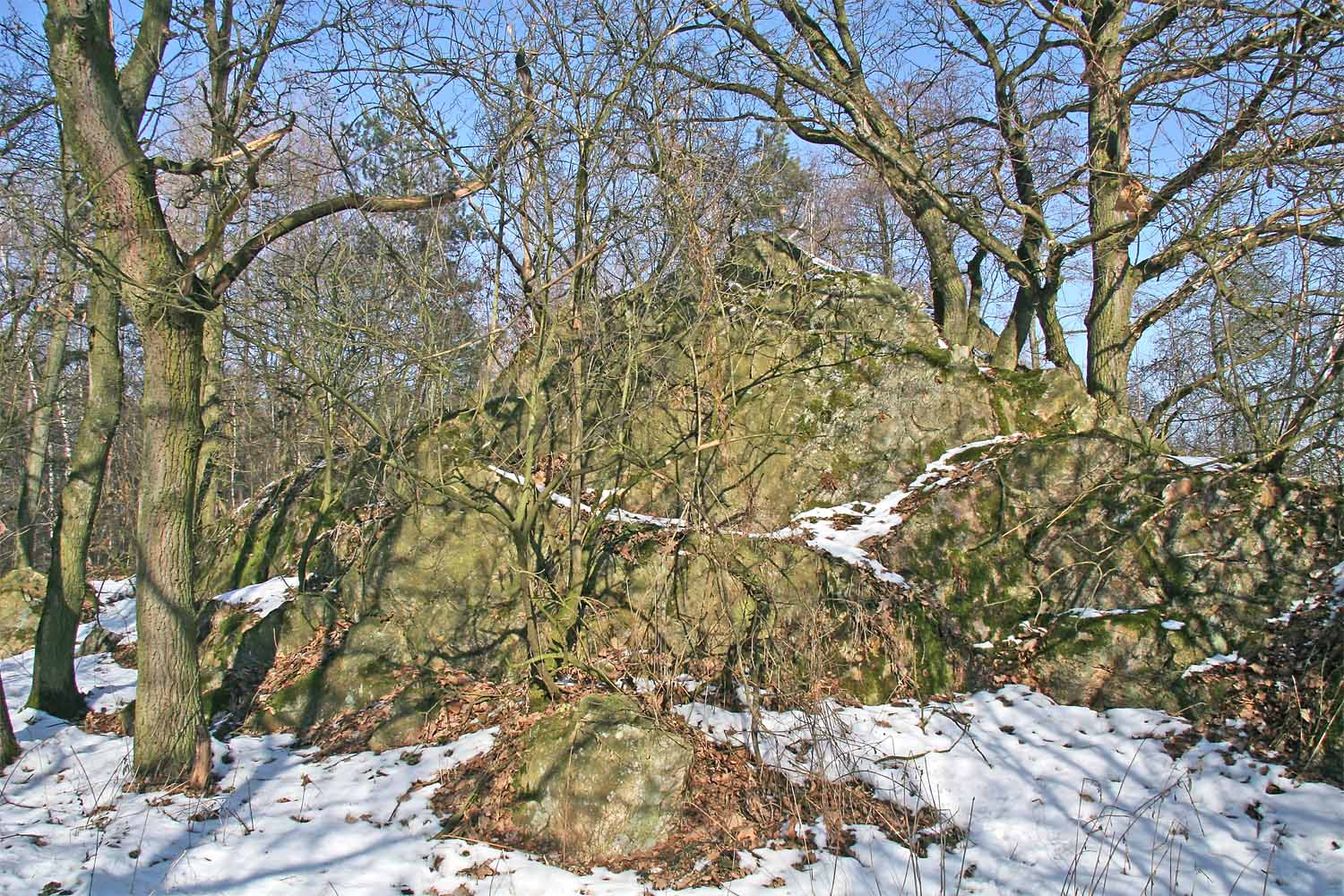
Skalní suk Čertova skála

Nejvyšším bodem Chrudimské tabule je vrch Heráně (454 m n. m.).
| název vrcholu | výška (m n. m.) | podřazená jednotka     |
| ------------- | --------------- | ---------------------- |
| Heráně        | 454             | Štěpánovská stupňovina |
| Tři Bubny     | 303             | Hrochotýnecká tabule   |
| Pumberky      | 300             | Heřmanoměstecká tabule |
| Kamenice      | 297             | Hrochotýnecká tabule   |
| Chrást        | 284             | Heřmanoměstecká tabule |
| Na kopci      | 279             | Heřmanoměstecká tabule |
| Bílý kopec    | 246             | Heřmanoměstecká tabule |
| Čertova skála | 214             | Heřmanoměstecká tabule |